# Cừu Karayaka

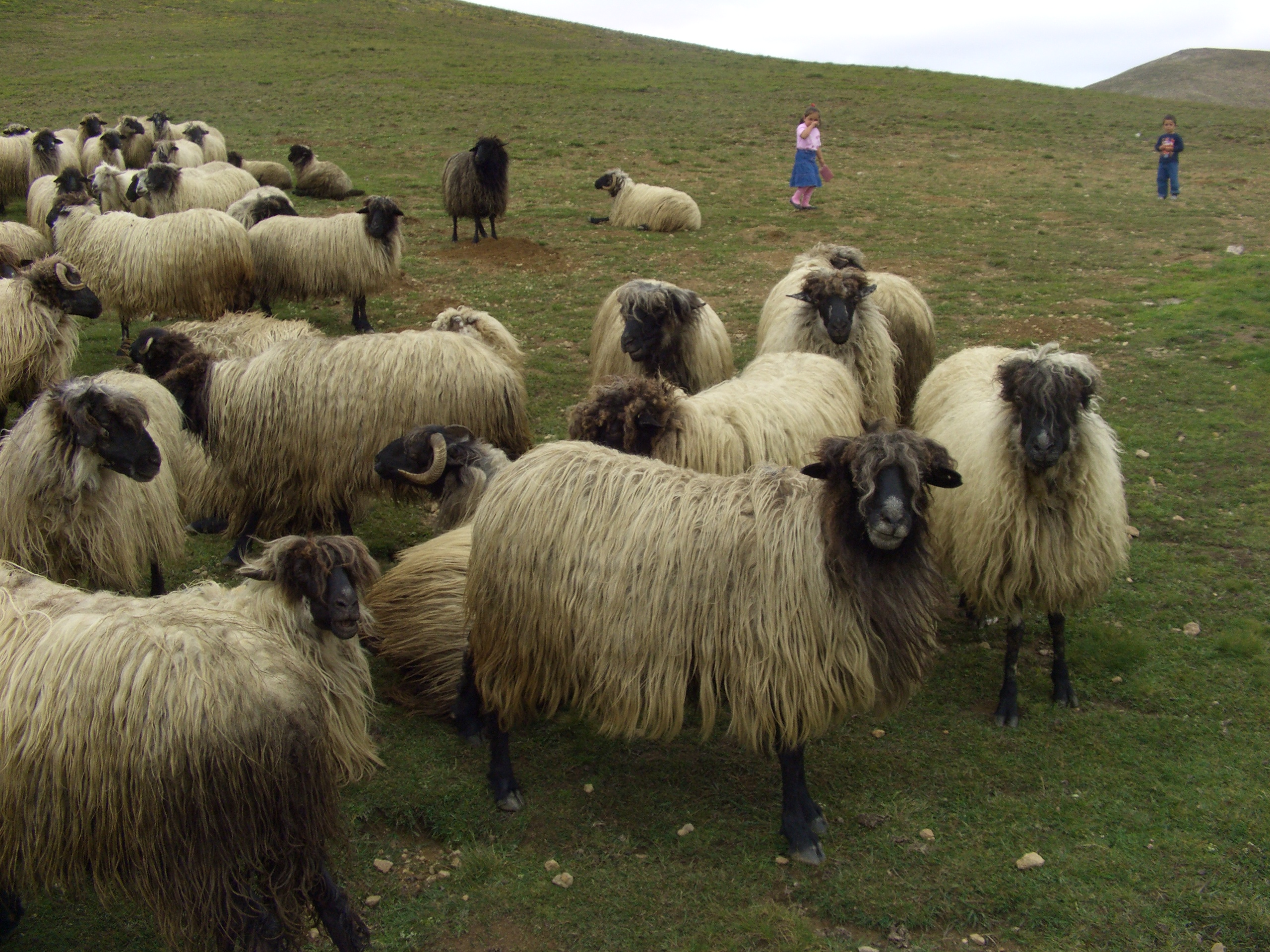
Cừu cổ đen Thổ Nhĩ Kỳ

Cừu Karayaka cổ đen là một giống cừu nhà có nguồn gốc từ Thổ Nhĩ Kỳ. Đó là một giống cừu kiêm dụng phục vụ cho cả mục đích lấy thịt cừu và sữa cừu. Len thu được từ chúng được sử dụng trong việc dệt những tấm thảm. Các con cừu Karayaka được phân loại như một giống cừu đuôi mỏng dài. 

## Đặc điểm
Thông thường, các con cừu Karayaka là có màu trắng với đôi mắt đen, đầu và chân. Không thường xuyên, động vật màu nâu hoặc đen được nhìn thấy. Hầu hết thời gian, con cừu đực thì có sừng nhưng những con cừu cái thì khuyết sừng. Tính trung bình, cừu có chiều cao là 61,1 cm (24,1 in) tính đến vai và 67,4 cm (26,5 in). Ngoài ra, con cừu cái nặng 35–40 kg (77-88 lb) và sản xuất 40–45 kg (88-99 lb) sữa trong 130-140 ngày thời gian cho con bú. Trong một nghiên cứu, người ta thấy rằng cừu sản xuất khoảng 1,8-2,4 kg (4,0-5,3 lb) lông cừu với một chiều dài cơ bản từ 21–28 cm (8,3-11,0 in) và 39 với đường kính 43 micron.
Trán chúng phẳng, xương mũi lồi ra, chúng có hố nước mắt, mõm của chúng mỏng, môi hoạt động, răng cửa sắc, nhờ đó chúng có thể gặm được cỏ mọc thấp và bứt được những lá thân cây mềm mại, hợp khẩu vị trên cao để ăn. Chúng có thói quen đi kiếm ăn theo bầy đàn, tạo thành nhóm lớn trên đồng cỏ. Trong da chúng có nhiều tuyến mồ hôi và tuyến mỡ hơn dê. Bởi thế chúng bài tiết mồ hôi nhiều hơn và các cơ quan hô hấp tham gia tích cực hơn vào quá trình điều tiết nhiệt. Mô mỡ dưới da của chúng phát triển tốt hơn dê và ngược lại ở các cơ bên trong của chúng có ít tích lũy mỡ hơn dê. Chính vì vậy, thịt chúng nhiều nạc hơn thịt dê.
Tỷ lệ thịt xẻ ở cừu thiến giống nhiệt đới lai ôn đới là 44,9% (39,1% - 46,9%), cừu nhiệt đới có tỷ lệ thịt nạc cao hơn cừu ôn đới, nhưng có tỷ lệ mỡ thấp hơn cừu ôn đới. đã nghiên cứu khả năng sinh trưởng, năng suất thịt và chất lượng thịt của cừu cái của cừu Karayaka sinh trong các mùa khác nhau ở Thổ Nhĩ Kỳ, xác định khả năng sinh trưởng, năng suất thịt và chất lượng thịt của cừu cái Karayakau sinh ra trong các mùa khác nhau. Cừu sinh vào mùa đông (n = 15) và mùa thu (n = 15), cừu cái đẻ đơn được sử dụng.
Khối lượng từ sơ sinh và khối lượng giết mổ của hai nhóm là giống nhau, nhưng khối lượng cai sữa của cừu sinh vào mùa đông cao hơn cừu sinh vào mùa thu và tỷ lệ thịt xẻ thấp hơn, khối lượng mỡ phủ ở thận nhiều hơn, độ dày mỡ ở cơ lưng (LD) cao hơn. Ngoài ra, cừu sinh vào mùa đông bị mất nhiệt nhiều hơn, làm giảm nhỏ giọt mỡ và giá trị lực cắt. Có sự khác biệt có ý nghĩa giữa các nhóm cả về đặc điểm màu thịt (LD) lúc 1h và 24 giờ. Cừu cái Karayaka sinh vào mùa đông và mùa thu có khác nhau về các thông số chất lượng thịt và sinh trưởng trước và sau cai sữa. 

## Sinh sản
Mùa sinh có ảnh hưởng đến khối lượng sơ sinh, tỷ lệ chết, số con/lứa và tăng trọng của cừu con. Cừu cái Karayaka sinh vào mùa đông và mùa thu sinh trưởng khác nhau lúc cai sữa và sau cai sữa mặc dù chúng có khối lượng sơ sinh tương tự nhau. Khối lượng lúc cai sữa của cừu sinh vào mùa thu nặng hơn, thịt xẻ, phổi, lách, cơ đường tiêu hóa cừu sinh mùa thu thấp hơn, nhưng khối lượng gan, thận, ruột non cao hơn.
Cừu sinh vào các mùa khác nhau khuynh hướng có khối lượng sơ sinh khác nhau. cừu sinh vào mùa đông có khối lượng lúc sơ sinh và cai sữa cao hơn so với cừu sinh vào mùa thu và mùa hè báo cáo rằng cừu sinh vào mùa xuân có khối lượng lúc sơ sinh và cai sữa cao hơn cừu sinh vào mùa thu hoặc đông. Khối lượng 90 ngày tuổi của cừu con/cừu cái và khối lượng 90 ngày tuổi của cừu con/cừu cái/năm bị ảnh hưởng đáng kể của năm đẻ, lứa đẻ (p < 0.01) Sự khác biệt về môi trường dẫn đến các thay đổi về thời tiết, đặc biệt là lượng mưa đã ảnh hưởng trực tiếp đến số lượng và chất lượng cỏ do đó ảnh hưởng đến sinh trưởng, số lượng và chất lượng thịt cừu.
Có nhiều các yếu tố khác nhau ảnh hưởng đến sinh trưởng của cừu. Điều kiện nuôi dưỡng có thể đã ảnh hưởng đến sinh trưởng của bào thai, kết quả là các ảnh hưởng này đã làm thay đổi sinh trưởng của cừu con sau khi sinh. Sự khác biệt của môi trường ở các mùa chửa khác nhau vì thế có thể đã ảnh hưởng đến sinh trưởng của bào thai lúc chửa ở các mùa vụ khác nhau. Cũng giống như khả năng sinh trưởng, những nhân tố ảnh hưởng đến sinh sản trước hết là di truyền và ngoại cảnh bao gồm khí hậu, thời tiết, mùa vụ sinh sản, thức ăn, nuôi dưỡng và chăm sóc, quản lý, trong đó dinh dưỡng, thức ăn và chăm sóc giữ vai trò quan trọng nhất, còn quản lý là yếu tố không thể thiếu.

## Chăn nuôi

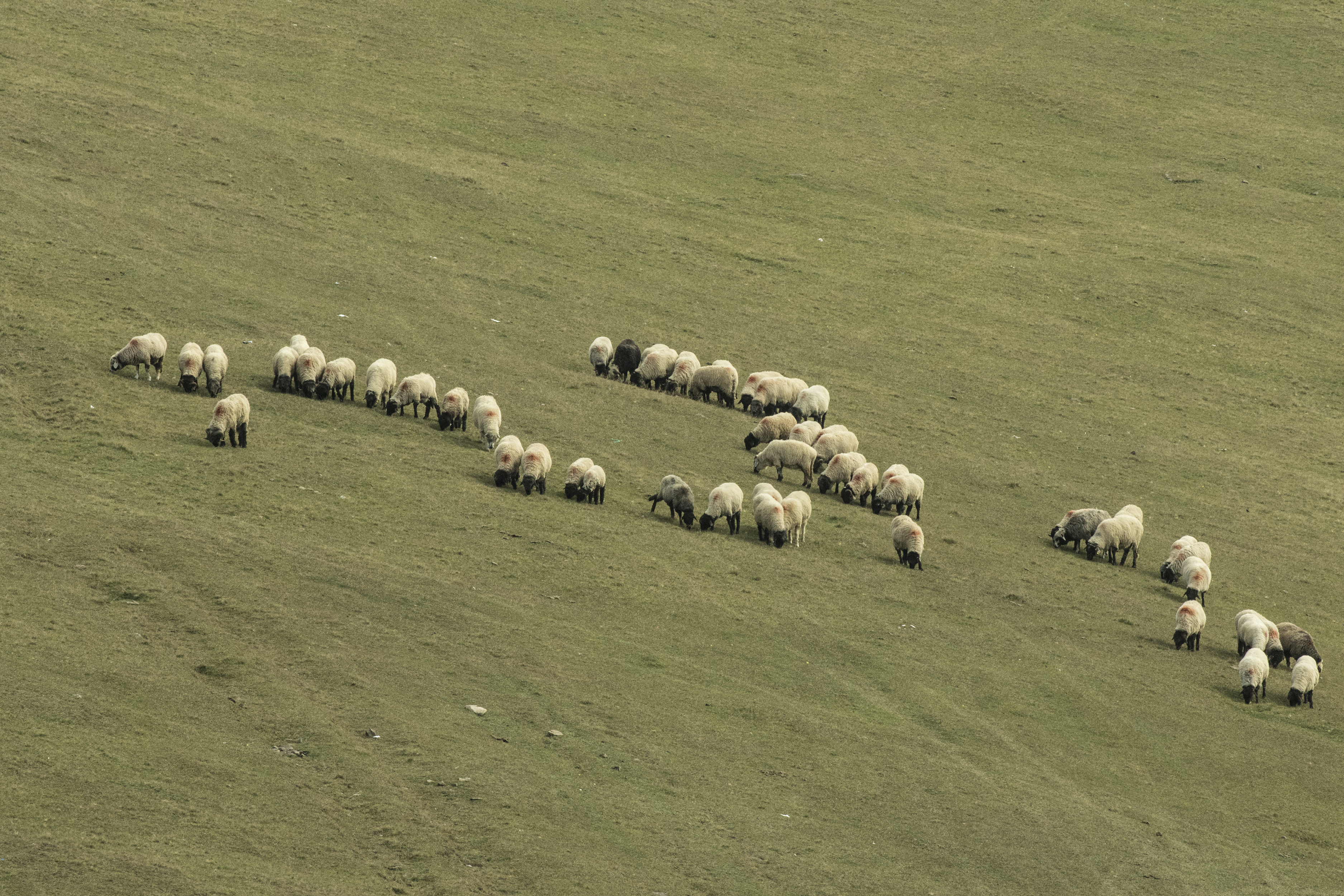
Cừu Karayaka trên đồng cỏ

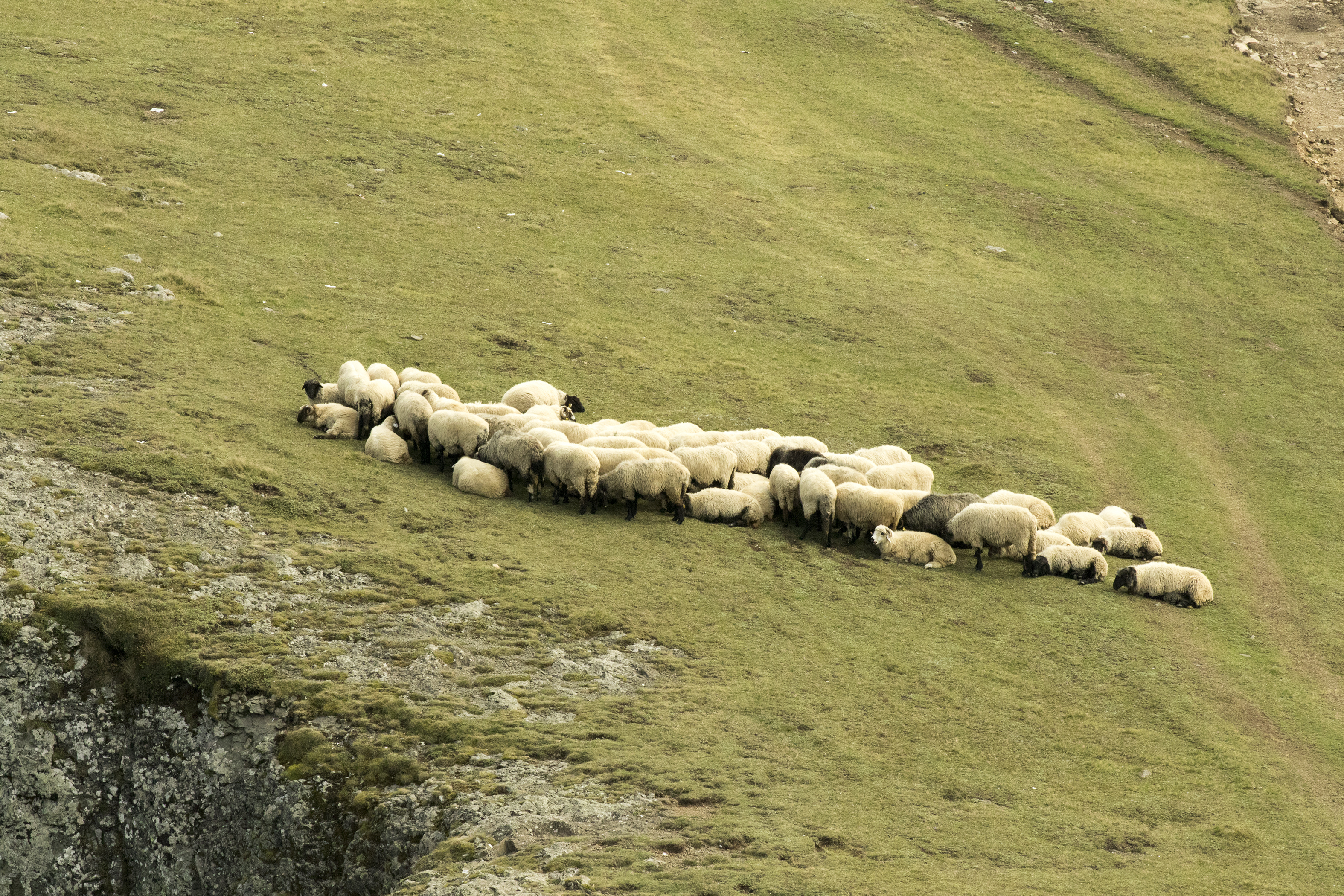
Một đàn cừu Karayaka trên đồng cỏ

Chúng có tính bầy đàn cao nên dễ quản lý, chúng thường đi kiếm ăn theo đàn nên việc chăm sóc và quản lý rất thuận lợi. Chúng cũng là loài dễ nuôi, mau lớn, ít tốn công chăm sóc. So với chăn nuôi bò thì chúng là vật nuôi dễ tính hơn, thức ăn của chúng rất đa dạng, thức ăn của chúng là những loại không cạnh tranh với lương thực của người. Chúng là động vật có vú ăn rất nhiều cỏ.
Hầu hết chúng gặm cỏ và ăn các loại cỏ khô khác, tránh các phần thực vật có gỗ nhiều. Chúng có chế độ hoạt động ban ngày, ăn từ sáng đến tối, thỉnh thoảng dừng lại để nghỉ ngơi và nhai lại. Đồng cỏ lý tưởng cho chúng như cỏ và cây họ Đậu. Khác với thức ăn gia súc, thức ăn chính của chúng trong mùa đông là cỏ khô.
Chúng là loài ăn tạp, có thể ăn được nhiều loại thức ăn bao gồm thức ăn thô xanh các loại như: rơm cỏ tươi, khô, rau, củ quả bầu bí các loại, phế phụ phẩm công nông nghiệp và các loại thức ăn tinh bổ sung như cám gạo ngũ cốc. Mỗi ngày chúng có thể ăn được một lượng thức ăn 15-20% thể trọng. Chúng cần một lượng thức ăn tính theo vật chất khô bằng 3,5% thể trọng. Với nhu cầu 65% vật chất khô từ thức ăn thô xanh (0,91 kg) và 35% vật chất khô từ thức ăn tinh (0,49 kg). Khi cho chúng ăn loại thức ăn thô xanh chứa 20% vật chất khô và thức ăn tinh chứa 90% vật chất khô.
Nguồn nước uống là nhu cầu cơ bản của chúng. Lượng nước cần cho chúng biến động theo mùa và loại và chất lượng thực phẩm mà chúng tiêu thụ. Khi chúng ăn nhiều trong các tháng đầu tiên và có mưa (kể cả sương, khi chúng ăn vào sáng sớm), chúng cần ít nước hơn. Khi chúng ăn nhiều cỏ khô thì chúng cần nhiều nước. Chúng cũng cần uống nước sạch, và có thể không uống nếu nước có tảo hoặc chất cặn. Trong một số khẩu phần ăn của chúng cũng bao gồm các khoáng chất, hoặc trộn với lượng ít.

## Chăm sóc
Sau khi cho phối giống 16-17 ngày mà không có biểu hiện động dục lại là có thể cừu đã có chửa, Căn cứ vào ngày phối giống để chuẩn bị đỡ đẻ cho cừu (thời gian mang thai của cừu 146-150 ngày) nhằm hạn chế cừu sơ sinh bị chết; Có thể bồi dưỡng thêm thức ăn tinh và rau cỏ non cho cừu có chửa nhưng tuyệt đối tránh thức ăn hôi mốc; Khi có dấu hiệu sắp đẻ (bầu vú căng, xuống sữa, sụt mông, âm hộ sưng to, dịch nhờn chảy ra, cào bới sàn…) nên nhốt ở chuồng riêng có lót ổ rơm và chăn dắt gần, tránh đồi dốc.
Thông thường cừu mẹ nằm đẻ nhưng cũng có trường hợp đứng đẻ, tốt nhất nên chuẩn bị đỡ đẻ cho cừu; Sau khi đẻ cừu mẹ tự liếm cho con. Tuy nhiên, vẫn phải lấy khăn sạch lau khô cho cừu con, nhất là ở miệng và mũi cho cừu con dễ thở. Lấy chỉ sạch buộc cuống rốn (cách rốn 4–5 cm), cắt cuống rốn cho cừu con và dùng cồn Iod để sát trùng; Giúp cừu con sơ sinh đứng dậy bú sữa đầu càng sớm càng tốt (vì trong sữa đầu có nhiều kháng thể tự nhiên); Đẻ xong cho cừu mẹ uống nước thoải mái (có pha đường 1% hoặc muối 0.5%).
Cừu con trong 10 ngày đầu sau khi đẻ cừu con bú sữa mẹ tự do; Từ 11-21 ngày tuổi cừu con bú mẹ 3 lần/ngày, nên tập cho cừu con ăn thêm thức ăn tinh và cỏ non, ngon; 80-90 ngày tuổi có thể cai sữa. Giai đoạn này phải có cỏ tươi non, ngon cho cừu con để kích thích bộ máy tiêu hóa phát triển (đặc biệt là dạ cỏ) và bù đắp lượng dinh dưỡng thiếu hụt do sữa mẹ cung cấp không đủ; Cừu sinh trưởng và phát triển nhanh, mạnh ở giai đoạn này.